# (474054) 2016 HE1
(474054) 2016 HE1 es un asteroide perteneciente al cinturón de asteroides, descubierto el 15 de octubre de 1995 por el equipo del Spacewatch desde el Observatorio Nacional de Kitt Peak, Arizona, Estados Unidos.

## Designación y nombre
Designado provisionalmente como 2016 HE1 .

## Características orbitales
2016 HE1 está situado a una distancia media del Sol de 2,383 ua, pudiendo alejarse hasta 2,611 ua y acercarse hasta 2,155 ua. Su excentricidad es 0,095 y la inclinación orbital 7,296 grados. Emplea 1344 días en completar una órbita alrededor del Sol.

## Características físicas
La magnitud absoluta de 2016 HE1 es 17,373.